# Sotto il segno dello scorpione
Sotto il segno dello scorpione és una pel·lícula italiana dirigida pels Paolo i Vittorio Taviani. Va ser presentada a la 30a Mostra Internacional de Cinema de Venècia de 1969.
Habitualment es presenta a aquesta pel·lícula com "La pel·lícula més avançada dels Taviani per la seva originalitat creativa i la seva recerca estilística.".

## Argument
En una època mítica, els Escorpínids, naufragats d'una illa destruïda per l'erupció d'un volcà, aterren en una terra similar a la que van fugir. Aquí també la població viu amenaçada per la destrucció d'un volcà però intenta adaptar-se refugiant-se a les àrees protegides de l'illa i conservant el que es pot emmagatzemar. Els joves Rutolo i Taleno, per part seva, volen convèncer uns altres per fundar una societat ideal al continent.

## Repartiment
- Gian Maria Volonté: Renno
- Lucia Bosè: Glaia
- Giulio Brogi: Rutolo
- Samy Pavel: Taleno
- Renato Scarpa
- Alessandro Haber